# Elson Costa
Elson Costa (Prata, Minas Gerais, 26 de agosto de 1913 - São Paulo, 1975) foi um militante político brasileiro e foi dirigente do Partido Comunista Brasileiro (PCB). Filho de João Soares da Costa e Maria Novais da Costa, era casado com Aglaé de Souza Costa e usava o nome falso Manoel de Sousa Gomes. 
É um dos casos investigados pela Comissão Nacional da Verdade (CNV), que apura mortes e desaparecimentos na ditadura militar brasileira..

## Militância
Elson foi responsável pelo departamento de propaganda do PCB.
Iniciou a militância no Partido Comunista Brasileiro quando em Uberlândia, MG, liderou uma greve de caminhoneiros. Na mesma época, trabalhava na divulgação órgão oficial de comunicação do Partido, o jornal “A Classe Operária”. Foi membro do Comitê Central, atuando em diversas cidades brasileiras, como Belo Horizonte, Rio de Janeiro, Recife, Campo Grande e Curitiba. Além disso, durante a década de 1950 conheceu diversos países do leste europeu.
Após o golpe militar de 1964, Elson Costa teve os direitos políticos cassados e teve de adotar outros nomes para continuar atuando na política, os codinomes usados eram Manoel de Sousa Gomes, Velho e  Elio. Em 1966, foi condenado a dois anos de reclusão pela Justiça Militar, devido às "cadernetas" de Luís Carlos Prestes, que deram que serviram de base para um inquérito para apurar as atividades do partido. Cumpriu a pena em Curitiba, Paraná, e, quando solto, voltou à clandestinidade com a identidade falsa. 

## Prisões
Em 1966, foi condenado pela Justiça Militar por dois anos de reclusão pelo processo ligado às anotações de Luís Carlos Prestes. Após cumprir sua pena em Curitiba, continuou atuando politicamente e na clandestinidade.
Em 1970, no Rio de Janeiro, foi preso enquanto fazia parte da direção do PCB em Guanabara. Foi torturado, mas sobreviveu e continuou cumprindo pena no Paraná. Foi solto em 1973 e logo voltou a atuar na militância política, dessa vez trabalhando e divulgando o jornal “A Voz Operária”. Durante todo este período viveu na clandestinidade.

## Morte e Desaparecimento
Foi preso na manhã do dia 15 de janeiro de 1975, enquanto tomava um café em um bar próximo de sua casa, na rua Timbiras, 199, no bairro de Santo Amaro, em São Paulo. A prisão foi realizada por seis homens, que provavelmente eram agentes da Polícia Exército (PE), e o ato sofreu resistência dos vizinhos, que o conheciam por um de seus nomes falsos, Manoel de Sousa Gomes.
Após sua prisão ele foi levado a um centro clandestino de repressão ligado ao Destacamento de Operações de Informação-Centro de Operações de Defesa Interna (DOI-CODI), uma casa em Itapevi, interior do estado de São Paulo. Após ser torturado no centro, teve seu corpo queimado e jogado no Rio Avaré, em São Paulo.
Em 7 de fevereiro de 1975, sua esposa, Aglaé de Souza Costa, após procurá-lo em diversos distritos policiais, enviou um telegrama ao Ministro da Justiça e em seguida ao general Geisel, na época Presidente da República, perguntando a localização de seu marido que desapareceu depois de ser levado por um grupo de homens.
Após o seu desaparecimento em 1975, a família do militante conseguiu na Justiça, anos depois, um atestado de morte presumida.
O Relatório do Ministro do Exército relata que “no dia 26 de fevereiro de 1975, seu irmão Oswaldo Costa esteve no QG (Quartel General) do II Exército para informar que o mesmo usava o nome falso de Manoel de Sousa Gomes e que teria sido levado pelos ocupantes de dois veículos tipo 'Veraneio', no dia 16 de janeiro de 1975. Segundo ele, o fato teria sido testemunhado pelo proprietário de um bar e noticiado pelos jornais como sendo o sequestro de um rico comerciante. A ocorrência teria sido registrada no 11º DP, conforme BO (Boletim de Ocorrência) Nº 315/75 e tendo ocorrido na rua Timbiras, 199, em Santo Amaro/SP”.
Em 1.º de março do mesmo ano, a esposa de Elson Costa publicou uma nota no jornal "O Estado de S. Paulo", descrevendo o desaparecimento de seu marido.
O nome dele está na lista de desaparecidos políticos da lei 9.140/95, anexo I. O caso foi protocolado na Comissão Especial sobre Mortos e Desaparecidos Políticos (CEMDP) com o número 031/96.
Em maio de 2019, a certidão de Elson Costa foi retificada e consta: "em razão de morte não natural, violenta, causada pelo Estado brasileiro no contexto de perseguição sistemática e generalizada à população identificada como opositora".

## Familiares
No inicio de 2012, em maio, Maria Helena Soares de Souza, sobrinha de Elson, iniciou uma campanha nas redes sociais para sensibilizar a Comissão da Verdade a buscar esclarecer a morte do tio. Para isso, ela o descreveu como "um pacifista, era contra a violência e a favor de uma revolução a partir de ideais comunistas."
A 15ª audiência pública da Comissão Nacional da Verdade (CNV), que aconteceu no dia 28 de março de 2013, foi dedicada a colher depoimentos sobre militantes do partido comunista. Entre os nomes estava o de Elson Costa, junto ao de outras vitimas da Ditadura Miliar como David Capistrano da Costa, Hiran de Lima Pereira e Nestor Vera. Durante a audiência, familiares de Elson puderam traçar um perfil da militância do parente a fim de expor um histórico das tentativas de localização do homem, bem como indícios acerca de seu assassinato. 
Os depoimentos colhidos corroboram para fortalecer as evidências de que houve a ocultação do corpo de Edson, atirado no rio Avaré.
Outro sobrinho de Edson, José Miguel Wisnik, deu depoimento sobre o tio, que continha informações que batiam com declarações dadas por Marival Dias Chaves do Canto, ex-sargento do Exército brasileiro, sobre atitudes praticadas por agentes do Estado contra militantes do Partido Comunista Brasileiro que iam contra os princípios de direitos humanos. 

## Homenagens
Como homenagem, as cidades de São Paulo e Belo Horizonte batizaram ruas com seu nome nos bairros de Toca e das Indústrias. Em 2004, Elson Costa também foi homenageado pela Câmara Municipal de Belo Horizonte com a Medalha Tributo à Utopia, com o objetivo de lembras as vítimas da ditadura militar.